# Glória (Estremoz)
Glória is een plaats (freguesia) in de Portugese gemeente Estremoz en telt 616 inwoners (2001).